# Gisela-Gymnasium Passau Niedernburg
Das Gisela-Gymnasium Passau Niedernburg ist eines von vier Gymnasien in Passau und befindet sich in den Gebäuden des Klosters Niedernburg.

## Geschichte
Das Gymnasium ist nach dem benachbarten Gymnasium Leopoldinum die zweitälteste Schule und neben der Gisela-Realschule die einzige Mädchenschule in Stadt und Landkreis Passau. Seinen heutigen Namen trägt das Gymnasium seit 1966. Erste Erwähnungen der Schule stammen aus dem Jahr 1836. Die Gebäude der Schule, ein ehemaliges Kloster, sind weitaus älter.
Die Gisela-Schulen (Gymnasium und Realschule mit zugehörigem Schülerinnenheim) sind seit 2013 die einzigen Nutzer der Klostergebäude, nachdem die Englischen Fräulein im Oktober 2013 das Kloster verließen.
Die Gebeine der Namensgeberin, der Gisela von Bayern, befinden sich im heutigen Schulgebäude.
Zum Ende des Zweiten Weltkrieges wurde für das Jahr 1945 der Schulbetrieb zugunsten eines Krankenhaus- und Lazarettbetriebes unterbrochen, am 4. Dezember 1945 wieder aufgenommen.
2006 belegte das Gymnasium in dem von Unicum Abi initiierten Wettbewerb den zweiten Gesamtplatz, in den Kategorien Computerausstattung und Berufsvorbereitung den ersten Platz.

## Lehrangebot
Das Gymnasium bietet zwei Ausbildungszweige:
- Sprachlicher Zweig: Englisch ab 5., Latein ab 6. und Französisch ab 8. Jahrgangsstufe
- Wirtschafts-/sozialwissenschaftlicher Zweig: Englisch ab 5. und Latein oder Französisch ab 6. Jahrgangsstufe; ab 8. Jahrgangsstufe zusätzliche Fokussierung auf Sozialkunde, Wirtschafts- und Rechtslehre sowie sozialpraktische Grundausbildung

Als Wahlfächer werden unter anderem Italienisch, Spanisch, Musik, Theater und Sport angeboten.

## Bekannte Lehrer
- Ernst Dorn (1924–2012), Heimatforscher und Oberstudiendirektor a. D.
- Richard Egenter (1902–1981), römisch-katholischer Moralphilosoph, Moraltheologe und Hochschullehrer

## Ehemalige Schülerinnen
- Gabriele Weishäupl (* 1947), ehemalige Direktorin des Tourismusamtes der Landeshauptstadt München und Festleiterin des Oktoberfestes 1985 bis 2012